# Странзул, Задня, Кедрин
Странзул, Задня, Кедрин — ботанический заказник общегосударственного значения. Расположен в пределах  Тячевского района Закарпатской области Украины, севернее села Немецкая Мокрая.
Площадь 510 га, создан в 1978 г. Находится в подчинении Брадульського и Плайского лесничеств.
Заказник расположен в верховьях притоков реки Мокрянки, северо-западнее горы Странжул (1630 м) и на запад от горы Буштул (1691 м), в Привододильных Горганах .
Охраняемые участки елового и елово-пихтового леса возрастом 200—240 лет, где растёт баранец обыкновенный и плаун речной — редкие виды, занесенные в  Красную книгу Украины. Животный мир является характерным для карпатских лесов: олень европейский, медведь бурый, европейская косуля, куница лесная и куница каменная, свинья дикая, белка лесная, много разных птиц.